# Cadel Evans Great Ocean Road Race 2018
La Cadel Evans Great Ocean Road Race 2018, quarta edizione della corsa e valevole come seconda prova dell'UCI World Tour 2018 categoria 1.UWT, si svolse il 28 gennaio 2018 su un percorso di 164 km, con partenza e arrivo a Geelong, in Australia. La vittoria fu appannaggio dell'australiano Jay McCarthy, il quale completò il percorso in 4h04'00", alla media di 40,330 km/h, precedendo l'italiano Elia Viviani e il sudafricano Daryl Impey.
Sul traguardo di Geelong 69 ciclisti, sui 107 partiti dalla medesima località, portarono a termine la competizione.

## Squadre e corridori partecipanti
| N.    | Cod. | Squadra           |
| ----- | ---- | ----------------- |
| 1-7   | SUN  | Team Sunweb       |
| 11-17 | BOH  | Bora-Hansgrohe    |
| 21-27 | SKY  | Team Sky          |
| 31-37 | QST  | Quick-Step Floors |
| 41-47 | BMC  | BMC Racing Team   |
| 51-57 | TFS  | Trek-Segafredo    |
| 61-67 | MTS  | Mitchelton-Scott  |
| 71-77 | ALM  | AG2R La Mondiale  |

| N.      | Cod. | Squadra                     |
| ------- | ---- | --------------------------- |
| 81-87   | TKA  | Team Katusha Alpecin        |
| 91-96   | LTS  | Lotto Soudal                |
| 101-107 | TLJ  | Team Lotto NL-Jumbo         |
| 111-117 | DDD  | Team Dimension Data         |
| 121-127 | RNL  | Roompot-Nederlandse Loterij |
| 131-137 | ABS  | Aqua Blue Sport             |
| 141-147 | ICA  | Israel Cycling Academy      |
| 151-156 | AUS  | Australia                   |

## Ordine d'arrivo (Top 10)
| Pos. | Corridore          | Squadra    | Tempo    |
| ---- | ------------------ | ---------- | -------- |
| 1    | Jay McCarthy       | Bora       | 4h04'00" |
| 2    | Elia Viviani       | Quick-Step | s.t.     |
| 3    | Daryl Impey        | Mitchelton | s.t.     |
| 4    | Dries Devenyns     | Quick-Step | s.t.     |
| 5    | Simon Gerrans      | BMC        | s.t.     |
| 6    | Nikias Arndt       | Sunweb     | s.t.     |
| 7    | Steele Von Hoff    | Australia  | s.t.     |
| 8    | Maurits Lammertink | Katusha    | s.t.     |
| 9    | Enrico Battaglin   | Lotto NL   | s.t.     |
| 10   | Lars Bak           | Lotto      | s.t.     |